# لکسا دویگ
لکسا دویگ (انگلیسی: Lexa Doig؛ زاده ۸ ژوئن ۱۹۷۳) یک هنرپیشه اهل کانادا است. 
از فیلم‌ها یا برنامه‌های تلویزیونی که وی در آن نقش داشته است می‌توان به دروازه ستارگان اس‌جی-۱، جیسون ایکس اشاره کرد.